# الشرقي (حريضة)

'

تعديل مصدري - تعديل

الشرقي هي إحدى قرى عزلة حريضة بمديرية حريضة التابعة لمحافظة حضرموت، بلغ تعداد سكانها 363 نسمة حسب تعداد اليمن لعام 2004.